# Acontia maculosa
Acontia maculosa là một loài bướm đêm trong họ Noctuidae.